# Оддевольд
ІК «Оддевольд» (швед. Idrottsklubben Oddevold) — шведський футбольний клуб із міста Уддевалла.

## Історія
Заснований 3 липня 1932 року. Назва клубу передає стару норвезьку назву міста.
Провів у Аллсвенскан 1 сезон (1996): зіграв 26 матчів, в яких здобув 5 перемог, 4 нічиїх і 17 поразок, різниця м'ячів 20-43. 
У сезоні 2024 року виступає у Супереттан.

## Досягнення
Аллсвенскан:
- 14-е місце (1): 1996.